# Museo Municipal Josep Aragay
El Museo Municipal Josep Aragay es un museo municipal que acoge la obra del artista y teórico del Novecentismo, Josep Aragay, ubicado en la villa de Breda (la Selva). Fue creado en 1974 aprovechando el espacio de la antigua iglesia de Santa Maria de Breda, del siglo XII. Dedicado de forma monográfica al artista novecentista Josep Aragay i Blanchar, cuenta con una importante colección de pintura, cerámica, dibujo y aguafuerte.

## Historia
El museo se constituyó con las donaciones de la viuda del artista, Sra. Teresa Solà i Vilà, de los Sres. Riera y Sr. Trunas. Más adelante, se añade el fondo de su sobrina Martina. La inauguración del museo estaba prevista para septiembre de 1974, pero dos días antes de la fecha se recibió la orden de no abrir por falta de la autorización correspondiente, en contra de los deseos del Consistorio. Pero este hecho no paró el acto previsto, que pudo contar con el Sr. Joan Ainaud de Lasarte, director del Museo de Arte de Cataluña. El año 1988 se hace una ampliación y montaje a cargo de la Generalitat, la Diputación y el Ayuntamiento de Breda. Actualmente, se encuentra junto al ayuntamiento de la misma población.

## Contenido
En este monográfico se expone pintura, grabado, dibujo y cerámica del mismo autor, sin seguir un hilo cronológico ni temático, alternando las diferentes disciplinas. Los temas de su obra siguen la ideología novecentista y representan acontecimientos populares, religiosos, con una clara influencia renacentista fruto de su estancia en Italia en 1916, donde Aragay pudo estudiar con una beca que le concedió el Ayuntamiento de Barcelona.
También cuenta con un archivo documental que reúne los documentos gráficos y los testimonios que justifican esta trayectoria teórica y artística. La pequeña biblioteca es un legado muy valioso que forma parte del patrimonio cultural e intelectual de la población de Breda. Hay que destacar la producción cerámica de Josep Aragay, que ha situado al artista como referente de esta disciplina en el marco artístico catalán; además, fue discípulo de Francesc Quer, maestro en jarronería vidriada. Sus aspectos más significativos son la técnica de aplicación de esmaltes y el tratamiento que el autor hace tanto del color como del estilo personal del dibujo.

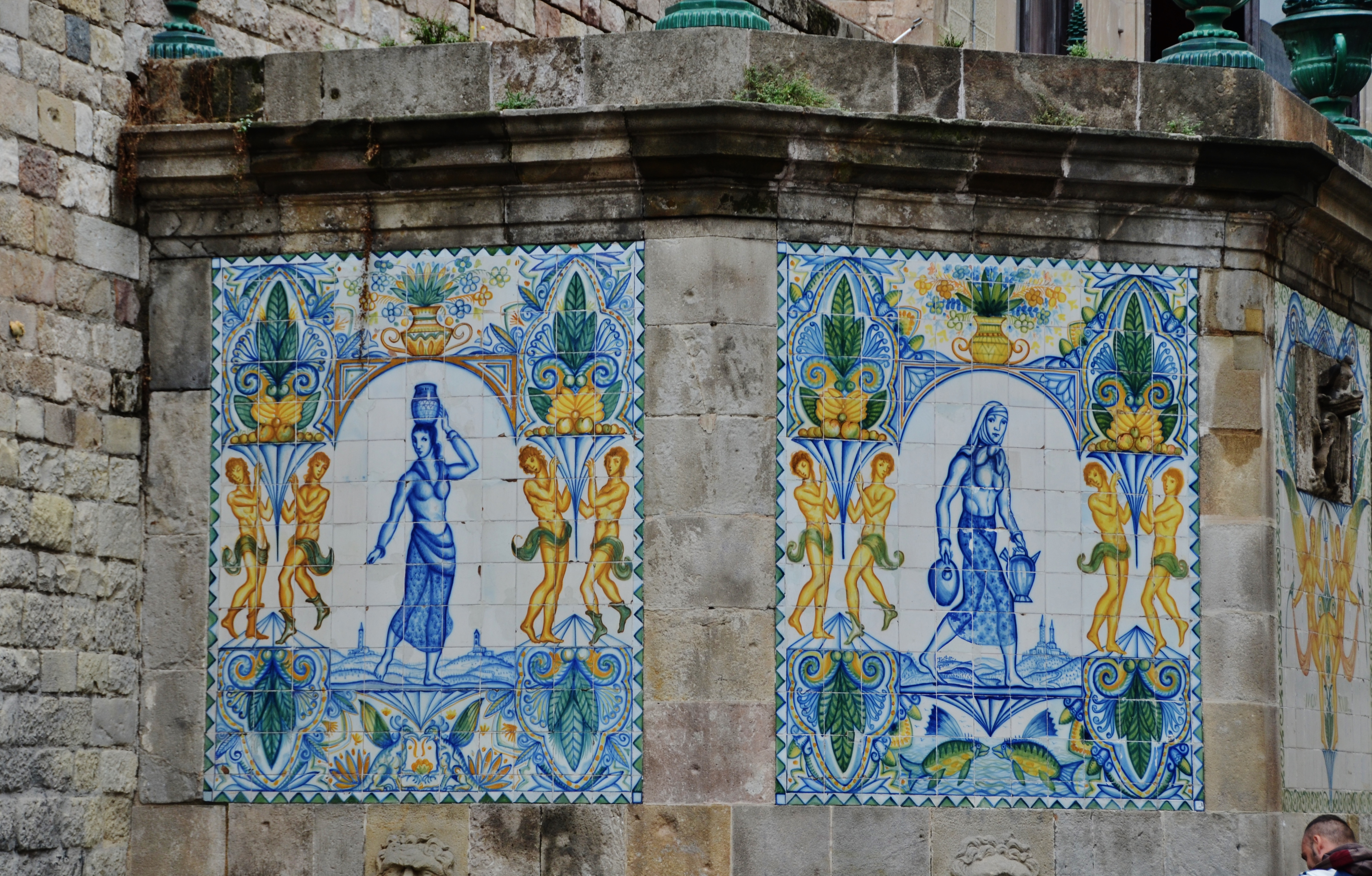
Detalles de cerámica policromada en la fuente de Santa Anna de Barcelona

En el museo se puede ver gran parte de esta producción: su obra prototipo de la decoración de la Fuente de Santa Anna, en el Portal del Ángel de Barcelona; la Jarra curulla y sus proyectos, encargo del Ayuntamiento de Barcelona en 1918. En este recorrido museístico se observan también otras obras en las vitrinas situadas en los espacios centrales, como la pieza policromada El trigo, del año 1928 (jarra de 73 x 28 cm.), y las más pequeñas Cazadora y veremadora, de 1930, El Castillo, de 1931, o Las arcadas, del 1930. Así mismo, encontramos en el museo piezas como un paragüero de cerámica esmaltada del 1930 y platos decorados entre 1928 y 1932.
Una de las obras más representativas del Novecentismo se encuentra expuesta y se considera la pintura emblema del museo: Vacaciones, del año 1923, una tela de 2,60m. x 4,10m. Otra obra importante para su autor y que se puede ver en exposición es el cuadro Ventana abierta, de 1922, un óleo sobre tela de fuerte inspiración humanista.

## Ámbitos

### Cerámica
Josep Aragay fue uno de los fundadores del Gremio de las Artes Aplicadas, en el año 1914, con la intención de recuperar los oficios de arte, entre ellos, la cerámica. Realizó las primeras obras bajo la maestría de Francesc Quer. Las piezas decoradas por Aragay estaban inspiradas en la cerámica seiscentista catalana, con una iconografía llena de personajes melancólicos y solitarios, que se ambientaban en paisajes idealizados y pintorescos. En el año 1915, Aragay expuso en las Galerías Layetanas de Barcelona una muestra, que tuvo una gran acogida por parte del público y de la crítica, y que le proyectó como uno de los mejores ceramistas del país. Al regreso de un viaje a Italia de casi un año (1916-1917), Aragay depuró su estilo y se decantó por unos temas típicamente mediterráneos. Desde entonces, por la cerámica de Aragay se pasean personajes amables que trabajan bajo un cielo lleno de golondrinas, entre viñedos y olivos. En 1918 decoró las baldosas de la fuente del Portal del Ángel de Barcelona, considerada como una de las joyas de la cerámica novecentista. Aquel mismo año ingresó como profesor de cerámica en la Escuela Superior de Bellos Oficios. En 1925 fundó un taller de cerámica en Breda, donde trabajó para resolver técnicamente diversas cuestiones relacionadas con la arcilla, los moldes, los barnices, la cocción de las piezas y la aplicación de los colores a través de los esmaltes y los engobes. La cerámica de Breda fue expuesta y comercializada con éxito por todo el país hasta que se detuvo la producción con el estallido de la Guerra Civil. Una selección de las mejores piezas de Aragay puede verse en las vitrinas del museo.

### Pintura
Josep Aragay se formó en la academia de arte de Francesc Galí (1907-1911). Su pintura estaba llena de barcos de velas infladas y de unos caballos y unos caballeros que parecían sacados de antiguas historias trovadorescas. Era el artista de los paisajes grises, saturados por las sombras del carboncillo; era el autor de los retratos inquietantes, con personajes cargados de misterio que nos miran de reojo con calculada afectación. Integrante del grupo de Las artes y los artistas, empezó a exponer en las principales salas y galerías de arte de Barcelona. A partir de ese momento, su nombre empezó a sonar cada vez con más fuerza, y su pintura, de carácter enérgico y temperamental, fue discutida en los principales diarios y revistas de la época. Al regreso de un viaje a Italia, en 1917, Josep Aragay renunció radicalmente a los barroquismos de la etapa anterior y su estilo se volvió más depurado, conciso, clásico. Vacaciones, de 1923, es la obra que mejor sintetiza aquel estilo de matriz mediterraneista y clasizante que nunca abandonará y que será motivo de controversia por una parte importante de la crítica. En el Museo de Breda se puede observar la evolución artística de este pintor, que se manifestó beligerante con los movimientos de vanguardia y que se mostró fiel a los postulados del novecentismo hasta el final de su vida.

### Aguafuertes
Entre 1936 y 1939, Josep Aragay se dedicó, sobre todo, a la práctica del aguafuerte, con la realización de más de una treintena de planchas. Los aguafuertes trataban temas costumbristas como Jugadores de Cartas (1936), Fiesta Mayor (1937), El niño y el perro (1937) y Obsesión cuadricular (1937). También realizó aguafuertes de temática moralista como Semana Santa? (1937) y Lujuria (1937). Otros aguafuertes de esta etapa son Autorretrato (1937), Serenata crepuscular (1937), Payeses y soldados (1937), Campesino (1938), Bañista (1938) o Amazonas (1938). Aragay expuso algunas de estas obras en la Exposición del Dibujo y del Grabado de 1938, al lado de los aguafuertes de Xavier Nogués, de los dibujos del escultor Josep Clarà o de los de Josep Granyer y Josep Obiols, entre muchos otros. A raíz de aquella exposición, la crítica se puso de acuerdo al considerar a Xavier Nogués y Josep Aragay como “grandes aguafortistas”. Bajo las pinturas románicas que se conservan en la antigua iglesia de Santa María, se expoenen los aguafuertes de Aragay el lugar más emblemático del museo.

### Dibujos
En el mes de mayo de 1906, el joven Aragay firmaba su primer chiste en el semanario infantil En Patufet. Es el mismo año que Eugeni de Ors empieza a publicar el Glosari en La Veu de Catalunya, donde se acuñará por primera vez la palabra “novecentismo”. Aragay, por tanto, aparece en el escenario artístico del país en el momento en que Cataluña inaugura este periodo de renovación cultural y política, uno de los más importantes de la historia catalana. Consagrado como dibujante en el año 1908, en el semanario satírico Papitu,  Josep Aragay figura, desde el primer momento, entre los impulsores de muchas de las iniciativas y empresas culturales vinculadas al proyecto novecentista. Así, en el año 1911, D’Ors le encarga la dirección artística del Almanach dels noucentistes, y en 1912 funda la revista Picarol junto a Xavier Nogués y Manuel Humbert. En el mundo de la prensa gráfica, impulsa otros semanarios satíricos como Cuca-Fera (1917) o Borinot (1923). También había realizado algunas colaboraciones esporádicas en Cu-cut! (1906), La Mainada (1933) y Jordi (1928). Aragay utilizó diferentes pseudónimos: Jacob, Jacob de Martell, Cop de Martell y Últim cop de Martell. También solía firmar con el apellido o con la inicial A.
Son muy apreciados, también, los dibujos al carbón que Aragay realizó, sobre todo durante los años de formación en la escuela de arte de Francesc Galí, testimonio evidente de su etapa más barroca. En el Museo de Breda podemos ver una muestra cuidada de todos estos dibujos.

## Obras destacadas
- El Trigo: Una de las piezas de cerámica policromada más representativas del museo es El trigo (o El pan), una original jarra de 73 x 28 centímetros del año 1928. Una composición figurativa dominada por tonos ocres en registros horizontales representa unos toros labrando la tierra, una jornada de siega o diferentes momentos del proceso de elaboración del pan. Tampoco no faltan algunos elementos ornamentales que hacen referencia al trigo. Esta pieza emblemática está concebida con todo el espíritu creativo del novecentismo.[7]
- Jarra de cerámica: Una de las obras más conocidas de Josep Aragay es el conjunto de baldosas que decoran la fuente de Santa Ana, en la avenida del Portal de Àngel de Barcelona (1918). Se trata de una de las obras más apreciadas de la cerámica novecentista. El Museo de Breda conserva una de las jarras originales que Aragay diseñó para coronar la fuente. Esta pieza, inspirada en el antiguo muestrario grecorromano, está esmaltada en verde y manganeso, decorada con frutas y con el relieve de un caballero en la parte frontal.[8]
- Ventana abierta: En Ventana abierta (1922), Aragay representa la habitación que tenía en su casa de Breda. La habitación está pintada con todos sus detalles: la cama abierta que se ventila con el típico colchón de rayas rojas y blancas, una silla de boga y un pequeño estante. También hay un par de mesitas con todo tipo de objetos y un pequeño jarrón con flores de colores, que recibe la luz de una ventana abierta de par en par, a través de la cual vemos los árboles y las casas de los vecinos con los tejados rojos que se recortan en el cielo azul. El detalle de la ventana, el elemento clave de la composición, supone un magnífico ejercicio de perspectiva, que da profundidad a la pintura y un baño de luz y de color a los objetos de la habitación.[9]
- Vacaciones: Concebida como un auténtico manifiesto, Vacaciones (1923) reúne todos los ingredientes y toda la iconografía del novecentismo. Se pueden ver: un templo clásico, unos caballos y unos caballeros que parecen sacados de los relieves del Partenón de Atenas, y un paisaje típicamente mediterráneo, como los pinos, el mar, un barco de vela latina y un pueblecito idílico en la costa. Una motocicleta estática, pero con las ruedas que giran a gran velocidad, representa una condena a la pintura de vanguardia y, de forma particular, a los postulados del movimiento futurista. Expuesta en las Galerías Layetanas en 1924, Vacaciones tuvo una crítica demoledora.[10]
- ¿Semana Santa?, de 1937, es un aguafuerte de tema moralista, pero con un fuerte componente de crítica social. En un contexto marcado por la Guerra Civil, Aragay hace evidentes las diferencias entre las clases sociales, representando a una pareja de clase acomodada al lado de una madre con su hijo que pide caridad en la puerta de la iglesia. Aragay, que era regidor en el Ayuntamiento de Breda, había apoyado las leyes reformistas impulsadas por el gobierno de la República. Acabada la guerra, fue detenido y encarcelado.[11]
- Fiesta Mayor, de 1937, es un aguafuerte de temática costumbrista. Aragay representa un baile de sardanas en la plaza de la población de Breda. Los músicos de la cobla, los bailadores y los personajes que llenan la plaza, nos traen el recuerdo de los muñecos que Aragay dibujaba en las revistas satíricas en las que había colaborado. La escena reproduce con fidelidad la fachada del Ayuntamiento y el ábside gótico de la iglesia. Los paisajes de Breda eran un tema recurrente del artista.[12]
- El explorador: Uno de los temas preferidos de Aragay eran los caballos y los caballeros. Este dibujo al carbón, de 1912, pertenece a la etapa barroca del artista. Un jinete de aire aristocrático, engalanado con capa y sombrero, cabalga presumido y egoísta encima de un caballo que ostenta todo tipo de guarniciones.[13]
- Dibujos para la revista Borinot: En el fondo del Museo Josep Aragay se conservan algunos de los dibujos que el artista publicó en diversos semanarios satíricos de la época, como Papitu, Picarol, Cuca-Fera o Borinot.[14]